# コロンボ (お笑い)
コロンボは、かつて太田プロダクションで活動していた日本のお笑いコンビ。

## メンバー
- シンゾー（本名：山崎 慎一郎（やまざき しんいちろう）、1967年6月5日（57歳）- ）[1]

長野県出身。ツッコミ担当。
現在は芸能界を引退し、地元長野県で建設関係の会社を経営している。
また、現在は妻側の姓である『北澤』を名乗っている。
- デンゾー（本名：傳田 敦司（でんだ あつし）、1968年10月5日（56歳）- ）[1]

長野県長野市出身。ボケ担当。
現在（2022年時点）はバイク便の仕事をしながら、舞台を中心に役者として活動中。

## 来歴
1987年頃、東京デザイン専門学校にてコンビ結成。
1989年に『平成名物TV トンガリ編』（TBSテレビ）の「出て来いお笑い君」のコーナーで5週勝ち抜きを達成し、2代目チャンピオンになる。
1990年に太田プロダクション所属となるも、1996年にコンビを解散。同時に所属事務所を退社した。
2016年8月20日・21日、東京都新宿区にあるカフェ『Re:s cafebar&sweets』（リスカフェ）にて行われた舞台『Mycaféの閉店』にデンゾーが出演。デンゾーにとって初の舞台出演となる。
2019年2月、中野スタジオあくとれにて上演された舞台『ゾ・ゾ・ゾンビ』にデンゾーが主演として出演。デンゾーにとって初主演の舞台となる。
2021年9月15日、『あいつ今何してる?』（テレビ朝日）に出演。『SWITCH』（フジテレビ）でのウド鈴木のアドリブ能力の高さに圧倒されたことを解散を決意した主な理由として挙げている。
2022年6月、長野県上田市にある上田映劇にてシンゾーが制作した紙芝居『天岩戸』を、落語家の立川談慶の母である青木智恵子が上演した。
2023年12月、長野県上田市にある上田映劇にて『男はつらいよ』シリーズ第45作『男はつらいよ 寅次郎の青春』が上映され、上映後にトークイベント『コロンボと寅さんを語ろう』を開催。トークゲストとして解散後初のコンビでのお笑いライブを行った。

## 出演

### テレビ番組
- 平成名物TV トンガリ編（1989年、TBS）- 「出て来いお笑い君」コーナー、2代目5週勝ち抜きチャンピオン
- LIVE笑ME（1990年、日本テレビ）
- 爆笑GONGSHOW（1991年、関西テレビ）
- 世にも奇妙な物語（1991年7月4日、フジテレビ） - 第103話『残像』
- 演芸ひろば（1992年10月25日、NHK総合）
- タモリのSUPERボキャブラ天国（フジテレビ） - 「ボキャブラ発表会ザ・ヒットパレード」コーナー、キャッチコピーは『迷走刑事（デカ）』
- お笑いマンガ道場（1993年、中京テレビ）
- オールナイトフジ（フジテレビ）
- お姉さんの朝帰り2（1994年、テレビ朝日）
- タモリ倶楽部（テレビ朝日）
- オールスター100人ビンゴクイズ（テレビ朝日、1991年12月30日 1992年3月23日）
- SWITCH（1994年、フジテレビ）
- あいつ今何してる?（テレビ朝日、2021年9月15日）

### テレビ番組（デンゾーのみ）
- 世にも奇妙な物語（1991年8月22日、フジテレビ） - 第130話『柵』（クレジットでは伝田敦司名義）
- 大魔神カノン（2010年、テレビ東京） - 村の住民役
- シャキーン!（2010年、NHK Eテレ）
- 月曜ゴールデン『警視庁心理捜査官・明日香』（2011年、TBS） - 脇刑事役
- 月曜ゴールデン『警視庁心理捜査官・明日香2』（2012年、TBS） - 脇刑事役
- 水曜ミステリー9『特命！落としの鬼 刑事 澤千夏2』（2013年、テレビ東京）- 脇刑事役
- 土曜ワイド劇場『100の資格を持つ女③』（2010年3月、テレビ朝日） - 脇刑事役
- 土曜ワイド劇場『100の資格を持つ女⑥』（2012年、テレビ朝日） - タクシー会社の営業課長役
- 土曜ワイド劇場『私は代行屋！3』（2014年、テレビ朝日） - 警察官役
- 中居正広のミになる図書館（2016年5月3日、テレビ朝日）
- 黒い十人の女（2016年11月24日、読売テレビ） - 第9話『さよなら風松吉』（バイク便の配達員役、クレジットなし）

### 舞台
- My caféの閉店（2016年8月20日 - 21日、Re:s cafebar&sweets（リスカフェ）） 作・演出：柴田孝介
- バーカットの2人芝居『BARでのヤ・ク・ヅ・ク・リvol.4』（2017年2月3日 - 4日、南青山BAR CUT）[5] 作・演出：谷健二
- My caféの閉店（2017年3月23日 - 26日、劇場MOMO） 作・演出：柴田孝介
- junkink vol.1『Rebeat』（2017年4月26日 - 30日、千本桜ホール）[6] 作・演出：柴田孝介
- 猫の失踪（2017年9月28日 - 10月1日、中野スタジオあくとれ）[7] 脚本：西野マコト、演出：南雲康司
- 謎のキューピー
  - 第12回公演『歌舞伎町ゾンビ物語』（2018年2月2日 - 2月6日、中野スタジオあくとれ）[8] 脚本：立川志らく、演出：酒井莉加
  - 第13回公演『自称、女優。』（2018年8月10日 - 8月14日、中野スタジオあくとれ） 作:立川志らく・演出：酒井莉加
  - 第14回公演『ゾ・ゾ・ゾンビ』（2019年2月14日 - 2月17日、中野スタジオあくとれ） 脚本：立川志らく、演出：酒井莉加
  - 第15回公演『羊たちの午後』（2019年9月7日 - 9月11日、下北沢 小劇場 楽園） 作：立川志らく、演出：酒井莉加
  - 第16回公演『落語家の弟子、前座～女編～』（2020年2月19日 - 2月23日、中野スタジオあくとれ） 作：立川志らく、演出：酒井莉加
- 森下仁丹プレゼンツ 第三水曜即興舞台2018
  - 『こんなはずじゃなかった。～ドラフト会議～』（2018年2月21日、しもきた空間リバティ） 監督：じゃい、関村俊介、谷健二
  - 『こんなはずじゃなかった。～オープン戦～』（2018年3月14日、しもきた空間リバティ） MC:静恵一
  - 『こんなはずじゃなかった。～開幕戦～』（2018年4月18日、しもきた空間リバティ） MC:静恵一
  - 『こんなはずじゃなかった。～第2戦～』（2018年5月16日、しもきた空間リバティ） MC:静恵一
  - 『こんなはずじゃなかった。～第3戦～』（2018年6月20日、しもきた空間リバティ） MC:静恵一
  - 『こんなはずじゃなかった。～第4戦～』（2018年7月18日、しもきた空間リバティ） MC:静恵一
  - 『こんなはずじゃなかった。～第5戦～』（2018年8月15日、しもきた空間リバティ） MC:静恵一
  - 『こんなはずじゃなかった。～最終戦～』（2018年9月19日、しもきた空間リバティ） MC:静恵一
  - 『こんなはずじゃなかった。～決勝戦＆MVP決定戦～』（2018年10月17日、しもきた空間リバティ） MC:静恵一
- 森下仁丹プレゼンツ 第三水曜即興舞台2019
  - 『こんなはずじゃなかった。～ドラフト会議～』（2019年5月15日、しもきた空間リバティ） MC:静恵一
  - 『こんなはずじゃなかった。～開幕戦～』（2019年6月19日、しもきた空間リバティ） MC:静恵一
- 下町ダニーローズ
  - 第20回公演『人形島同窓会』（2018年6月7日 - 6月17日、小劇場B1） 作・演出：立川志らく
  - 第21回公演『不幸の正義の味方』（2019年5月29日 - 6月9日、サンモールスタジオ） 作・演出：立川志らく
- シズカ式
  - 『佐藤家のぬかどこ』（2019年12月13日 - 23日、両国エア－スタジオ）　脚本・演出：静恵一
  - 『佐藤家のぬかどこ～〆は麺か雑炊か～』（2024年9月26日 - 30日、両国エア－スタジオ）　脚本・演出：静恵一
- モーレツカンパニー第5回公演『教えてほしい』（2021年11月18日 - 21日、ブローダーハウス） 脚本・演出：たかはC
- imgAct6『片思いの天使たち』（2023年11月1日 - 5日、ザ・ポケット）　脚本・演出：八重島ツカサ
- 劇団グスタフ
  - プロデュース公演vol.145『あの樹の下で‐とこしえの花　沖縄に咲き誇れり‐』（2024年6月21日 - 23日、シアターグスタフ）　脚本：わたなべ佳英、演出：抱晴彦
  - 創立30周年記念公演『うつくしさと かなしみと』（2024年11月24日、シアターグスタフ）　脚本：わたなべ佳英、演出：抱晴彦
  - 群馬県館林公演『シンミライへ　榊原康政公物語』（2025年2月15日、日清製粉ウェルナ三の丸芸術ホール）　脚本：わたなべ佳英、演出：抱晴彦

### Web番組
- のんべえのんのお部屋 （2016年10月、流行学園.TV） - 第128回

### 映画
- バカヤロー!3 へんな奴ら『第4話クリスマスなんか大嫌い』（1990年） - 商店街の息子役
- 男はつらいよ 寅次郎の青春（1992年） - 商店街の人役
- 桜田門外ノ変（2010年） - 江戸町民役（デンゾーのみ）

### Vシネマ
- 工業哀歌バレーボーイズ（1991年、徳間ジャパンコミュニケーションズ） - 谷口剛士役（シンゾ―）、松井役（デンゾー）
- 借りなきゃバウバウ　天下の御迷惑人　松村邦洋（1993年、ポニーキャニオン）

### VHS
- 噂のSHOW TIME Vol.2,3,5,6（1990年、1991年 スエ・ソフトウェア）

## 脚註
1. 1 2  「続キンゴロー」（ワニブックス、1993年）
2. ↑  劇団PU-PU-JUICE 2016年7月13日 谷遼 出演情報
3. ↑  “キャイ～ン天野 自分たちが原因で辞めた？先輩コンビの真相に絶句”.  スポニチ Sponichi Annex (2021年9月15日). 2021年9月17日閲覧。
4. ↑  落語家の立川談慶さんの母・青木智恵子さん（87）が上田映劇で初上演！6月12日。紙芝居「天岩戸」
5. ↑  【ＢＡＲ芝居】新人女優×元・芸人の異色の組み合わせ！
6. ↑  junkink vol.1 rebeat | CoRich舞台芸術！
7. ↑  猫の失踪 | CoRich舞台芸術！
8. ↑  歌舞伎町ゾンビ物語 | CoRich舞台芸術！